# Dzbańce

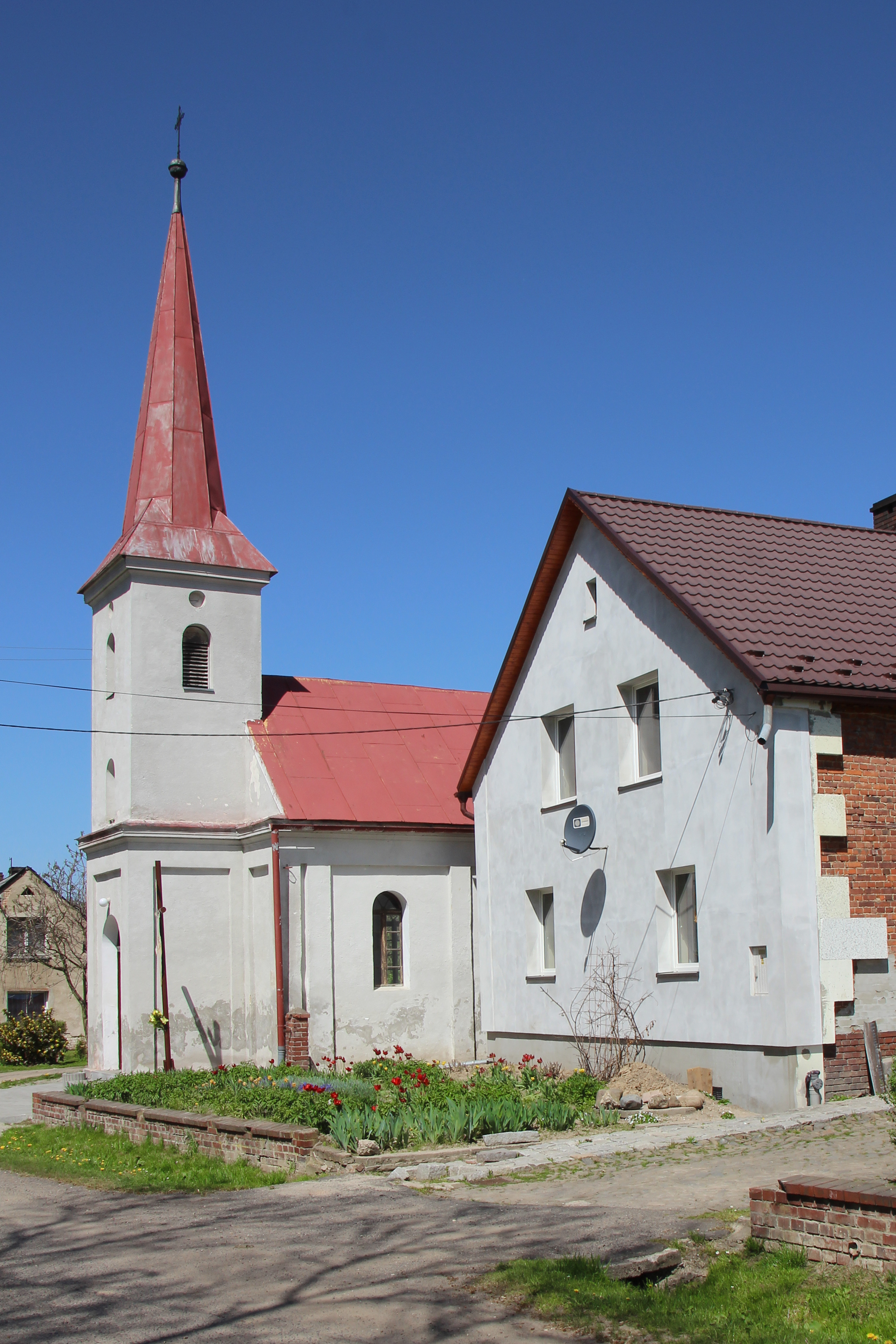
Kapelle

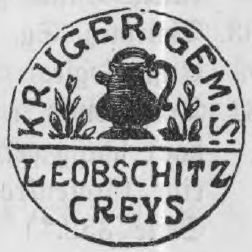
Vormaliges Siegel der Gemeinde

Dzbańce (auch Zbanic, deutsch Krug, tschechisch Džbánce) ist ein Ort in der Landgemeinde Branice im Powiat Głubczycki der Woiwodschaft Opole in Polen.

## Geographie
Das Angerdorf Dzbańce liegt neun Kilometer nordöstlich von Branice, 14 Kilometer südlich von Głubczyce (Leobschütz) und 77 Kilometer südlich von Opole (Oppeln) in der Nizina Śląska (Schlesische Tiefebene) an der Kałuża (Kaluscha), einem rechten Zufluss der Troja.
Nachbarorte von Dzbańce sind im Nordwesten Jędrychowice (Hennerwitz) und im Süden Dzbańce-Osiedle.

## Geschichte
Der Ort wurde 1361 erstmals als Dzbancz und Czybancz erwähnt. 1377 wurde der Ort als Czbancz, 1420 als Cybancz sowie 1467 als Dzbanckij erwähnt. Der Ortsname ist eine Übersetzung des slavischen Begriffs dzban (dt. Krug). Der Ortsname stammt voraussichtlich von einem ehemaligen Wirtshaus, welches einen kleinen Krug als Abzeichen führte.
Nach dem Ersten Schlesischen Krieg 1742 fiel Krug mit dem größten Teil Schlesiens an Preußen.
Nach der Neuorganisation der Provinz Schlesien gehörte die Landgemeinde Krug  ab 1816 zum Landkreis Leobschütz im Regierungsbezirk Oppeln. 1819 wurde im Ort eine katholische Schule eingerichtet. 1845 bestanden im Dorf eine katholische Schule, eine Wassermühle und 66 Häuser. Im gleichen Jahr lebten in Krug 357 Menschen, allesamt katholisch. 1861 zählte Krug 16 Bauer-, 21 Gärtner-, sowie 23 Häuslerstellen. Die katholische Schule zählte im gleichen Jahr 90 Schüler. 1874 wurde der Amtsbezirk Poßnitz gegründet, welcher die Landgemeinden Hennerwitz, Krug, Löwitz und Poßnitz und die Gutsbezirke Hennerwitz, Krug und Poßnitz umfasste. 1899 erhielt der Ort ein neues Schulgebäude.
Bei der Volksabstimmung in Oberschlesien am 20. März 1921 stimmten in Krug 326 Personen für einen Verbleib bei Deutschland und 1 für Polen. Krug verblieb wie der gesamte Stimmkreis Leobschütz beim Deutschen Reich. 1933 zählte der Ort 523, 1939 wiederum 375 Einwohner. Bis 1945 gehörte der Ort zum Landkreis Leobschütz. Im März flüchtete die Dorfbevölkerung vor der heranrückenden Roten Armee ins Sudetenland.
1945 kam der bisher deutsche Ort unter polnische Verwaltung, wurde in Dzbańce umbenannt und der Woiwodschaft Schlesien angeschlossen. Im Mai 1945 kehrte ein Teil der zuvor geflüchteten Bevölkerung nach Krug zurück. Im Juli 1946 zerstörte ein Feuer mehrere Wohn- und Wirtschaftsgebäude im Ort. Ende Juli 1946 wurde die deutsche Bevölkerung  vertrieben. 1950 wurde Dzbańce er Woiwodschaft Oppeln zugeteilt. 1999 wurde es Teil des wiedergegründeten Powiat Głubczycki.

## Wappen
Alte Siegel und Stempel des Ortes zeigen dem Ortsnamen entsprechend einen Krug zwischen zwei Blumen. Somit handelt es sich um ein Redendes Wappen. Spätere Stempel zeigen nur den Krug.

## Sehenswürdigkeiten
- Kapelle mit Glockenturm
- Denkmal für gefallenen sowjetische Soldaten
- Steinernes Wegekreuz